# Куприяновский сельский совет (Запорожская область)
Куприяновский сельский совет (укр. Купріянівська сільська рада) — входит в состав Вольнянского района Запорожской области Украины.
Административный центр сельского совета находится в селе Куприяновка.

## История
- 1976 — дата образования.

## Населённые пункты совета
- село Куприяновка (468 человек)
- село Бекаровка (219 человек)
- село Малая Куприяновка (71 человек)
- село Троянды (130 человек)
- село Яковлево (146 человек)

Общее количество населения – 1034 человека. Площадь территории — 6,104 тыс. га.